# Müllner András
Müllner András (Székesfehérvár, 1968. október 1. –) filmesztéta, az Eötvös Loránd Tudományegyetem Bölcsészettudományi Kar Média és Kommunikáció Tanszék docense (2010 és 2015 között tankszékvezetője), valamint a tanszéken működő Minor Média/Kultúra Kutatóközpont vezetője.

## Élete és munkássága
Magyar nyelv és irodalom szakos tanár diplomáját a Szegedi Tudományegyetemen szerezte, itt is doktorált 2001-ben Erdély Miklós neoavantgárd költészetéről szóló dolgozatával. Ugyanebben az évben kaptam meg a Kanyó Zoltán Irodalomelméleti Díjat. 1995 és 2006 között az SZTE Összehasonlító Irodalomtudományi Tanszékén és Modern Magyar Irodalom Tanszékén tanított, 2007-től az ELTE főállású oktatója. 2009-ben habilitált.
2007-től az Artpool Művészeti Kutatóközpont kuratóriumi tagja. A 2011-ben Pócsik Andrea által alapított Romakép Műhely  dokumentumfilm-elemző program társszervezője. 2019 decemberétől négy éves OTKA-kutatást vezetett az általa alapított Minor Média/Kultúra Kutatóközpont keretében, melynek címe: A magyarországi részvételi filmkultúra története és jelenlegi gyakorlatai, különös tekintettel a sérülékeny kisebbségi csoportok önreprezentációjára.
Kutatásainak fókuszában a magyar neoavantgárd művészet, a kisebbségi csoportok kulturális reprezentációja, valamint a részvételi filmkultúra áll.

## Publikációi
Számos publikáció szerzője, melyek elérhetőek a Magyar Tudományos Művek Tára adatbázisában. Önálló kötetei: 
- Müllner András: Neoavantgárd mozaik: Tanulmányok, kritikák, esszék. Budapest, Magyar Műhely (2023) ISBN: 9789637596964
- Müllner András: Tükör a sötétséghez: Erdély Miklós Kollapszus orv. című kötetéről. Budapest, Magyar Műhely (2016), ISBN: 9789637596865
- Müllner András: A császár új ruhája: Esszék a könyv és a hipertext kapcsolatáról, valamint más médiumokról. Budapest, Jószöveg Műhely Kiadó (2007), ISBN: 9789637052484